# John Galt (personnage de fiction)
Pour les articles homonymes, voir John Galt.
John Galt est un personnage  du roman d'Ayn Rand intitulé La Grève (ou La Révolte d'Atlas, d'après le titre original Atlas Shrugged). Bien qu'il n'apparaisse pas avant le dernier tiers du livre, il est le sujet de la question souvent posée « Qui est John Galt ? », laquelle ouvre et rythme le roman, ainsi que de la quête en vue d'en découvrir la réponse.
À mesure que l'histoire se déroule, on apprend que Galt est créateur, philosophe, et inventeur, représentant le pouvoir et la gloire de l'esprit humain. Il est présenté comme l'antithèse idéale de l'état de la société décrite dans le roman, une société basée sur l'oppression bureaucratique d'une poignée de fonctionnaires qui embrassent la philosophie de l'altruisme et de l'égalitarisme, c'est-à-dire du socialisme, bien que ce mot ne soit jamais écrit dans le texte.
Le roman dépeint les industriels américains comme des géants de l'esprit, une représentation métaphorique d'Atlas, le héros de la mythologie grecque, lequel fut condamné à porter le monde sur ses épaules. En refusant de mettre leur talent productif au service du régime bureaucratique, ces grands industriels, menés par Galt, se mettent en grève. Atlas hausse les épaules, laissant tomber le monde.

## Biographie du personnage
Dans le roman, Galt est le fils d'un garagiste de l'Ohio, qui quitte la maison familiale à l'âge de douze ans et reçoit sa formation de la Patrick Henry University à partir de seize ans. Il y rencontre Francisco d'Anconia et Ragnar Danneskjöld, qui deviennent proches amis, et étudient conjointement la physique et la philosophie. Après avoir obtenu son diplôme, il devient ingénieur à la Twentieth Century Motor Company, où il conçoit un moteur révolutionnaire basé sur l'électricité statique. Lorsque les propriétaires de l'entreprise décident de la gérer selon la maxime collectiviste "de chacun selon ses capacités, à chacun selon ses besoins", Galt refuse de continuer d'y travailler et abandonne son moteur. Ces événements se déroulent tous avant que le roman ne débute et ne sont révélés au lecteur qu'au cours de l'histoire, au travers de rétrospectives.
Durant la majeure partie du livre, Galt organise secrètement la grève des hommes de l'esprit, créateurs, entrepreneurs, artistes, de manière à "stopper le moteur du monde" et amener l'effondrement de la société collectiviste. Travaillant incognito pour l'entreprise ferroviaire Taggart Transcontinental, il traverse le pays pour rencontrer et recruter les personnes clés, les convainquant systématiquement de se joindre au mouvement. La grève n'est pas présentée immédiatement dans l'histoire, mais constitue la toile de fond du roman, un mystère que Dagny Taggart cherche à comprendre.
Les grévistes se sont retranchés dans une petite cité créée par eux et connue sous le nom de « Ravin de Galt », située dans une vallée au milieu des montagnes du Colorado. Durant son passage par cette vallée, Dagny se lie amoureusement avec Galt, bien qu’elle refuse de rejoindre le mouvement de grève. Après qu’elle est revenue à New York, et au moment où la situation du pays devient critique, Galt prend d’assaut les ondes radios et délivre un long discours, expliquant l’irrationalité du collectivisme et présentant sa propre philosophie (l’Objectivisme d’Ayn Rand) ainsi que les conditions de son retour. Galt y critique les maux du collectivisme, son immoralité, qu’il dit vouloir remplacer par l’égoïsme rationnel et le respect des droits individuels. Cherchant Galt après le discours, Dagny mène accidentellement les autorités vers lui, lesquelles l’arrêtent, souhaitant négocier avec lui. Dagny et les grévistes, dont Francisco d’Anconia et Hank Rearden, parviennent à le sauver alors qu’il est torturé par des agents du gouvernement. Tous retournent au Ravin de Galt pour préparer la reconstruction des États-Unis tandis que le gouvernement collectiviste s’effondre.

## Qui est John Galt?
La question « Qui est John Galt » (Who is John Galt ?) ouvre le roman, et devient une expression de désespoir et d’incompréhension vis-à-vis du monde. Avant de retrouver le véritable John Galt au milieu des montagnes du Colorado, Dagny Taggart se voit raconter différents récits sur l’identité de Galt. Ayant rejoint la grève, elle apprend que toutes ces légendes comportent un élément de vérité.
Même si le roman est d’abord axé sur le personnage de Dagny Taggart, John Galt hante véritablement toute l’histoire, bien qu’il n’apparaisse en personne qu’après plus de 700 pages. Outre la question récurrente « Qui est John Galt ? », à laquelle Dagny répond une fois « un nom que je suis fatigué d’entendre », le nom de Galt est aussi utilisé pour baptiser la liaison ferroviaire faite de Rearden Metal, la Ligne John Galt, dont le projet de construction occupe la première partie du livre.

## Interprétation
Le personnage de John Galt a été comparé à plusieurs figures majeures de la littérature et de l'histoire. Dans le roman lui-même, il est comparé au Prométhée de la mythologie grecque. Contrairement à Prométhée, qui souffre d'avoir apporté au monde de grands avantages, Galt refuse de souffrir et décide de priver le monde des avantages qu'il pourrait lui offrir. De son côté, Mimi Reisel Gladstein a décrit les similitudes qu'a Galt avec Galahad et le Roi Arthur de la légende arthurienne.
Galt n'a pas été spécifiquement élaboré comme un personnage réaliste. Ronald Merrill l'a ainsi décrit comme "davantage un symbole qu'une personne" De la même façon, Mimi Reisel Gladstein le décrit comme une "icône".
Dans ses propres notes, Rand indique qu'elle attend du personnage de Galt qu'il n'ait "aucune évolution" et "aucun conflit intérieur" puisqu'il serait "intègre (indivisible) et parfait".

### John Galt et Ayn Rand
Après la publication de La Grève, Rand tomba dans une véritable dépression et s'en voulut de ne pas ressembler davantage à son homme idéal, remarquant que "John Galt ne se sentirait pas comme cela, il saurait comment s'en sortir. Pas moi." Cela s'explique en partie par le fait que John Galt représente le summum, l'homme idéal objectiviste enfin trouvé, un idéal supérieur à celui des premiers romans de Rand : Bjorn Faulkner dans la pièce de théâtre La Nuit du 16 janvier (Night of January 16th), Leo Kovalensky dans Nous, les vivants (We The Living), Equality 7-2521 dans Hymne (Anthem), et Howard Roark dans La source vive (The Fountainhead).

## Origines
Le professeur de littérature Shoshana Milgram décrit les origines du personnage John Galt, les trouvant dans les histoires d'aventure qu'Ayn Rand lut étant enfant, en particulier les romans français La Vallée Mystérieuse et Le Petit Roi d'Ys. Un roman des années 1940 que Rand possédait comporte deux personnages nommés Jed et John Peter Galt. On peut aussi penser au romancier écossais John Galt, bien que Milgram affirme qu'une connexion entre celui-ci et le héros d'Atlas Shrugged est "hautement improbable", notamment parce que Rand avait d'abord choisi le nom de Iles Galt pour son personnage.
L'auteur Justin Raimondo affirme avoir découvert des rapports entre La Grève et The Driver, un roman par Garet Garrett de 1922. Le personnage principal du roman de Garrett se nomme Henry M. Galt. Celui-ci est un entrepreneur, qui reprend une ligne de chemin de fer déficitaire et la transforme en un actif juteux, pour son propre profit et celui du reste de la nation. Il se met la population et le gouvernement à dos, qui préfèrent ne pas le féliciter pour ses succès. Raimondo note également que dans The Driver, certains personnages demandent "Qui est Henry M. Galt?", une question similaire au "Qui est John Galt" si important dans La Grève.
Parmi les proches d'Ayn Rand, au moins deux personnes font figures de sources d'inspirations possibles. Rand nia un quelconque lien avec un ami avocat du nom de John Gall, mais reconnaîtra l'influence de son mari Frank O'Connor pour la création du personnage de Galt.
Rand n'est pas l'unique auteur célèbre à avoir inventé un personnage avec ce nom. Robert E. Howard, utilisa le nom de John Galt – également pour un homme disparaissant mystérieusement pour une longue durée, propriétaire d'une large fortune, et essayant de manipuler le monde par derrière - dans Black Talons, publié en 1933, soit plus de vingt ans avant La Grève.

## Usage du nom

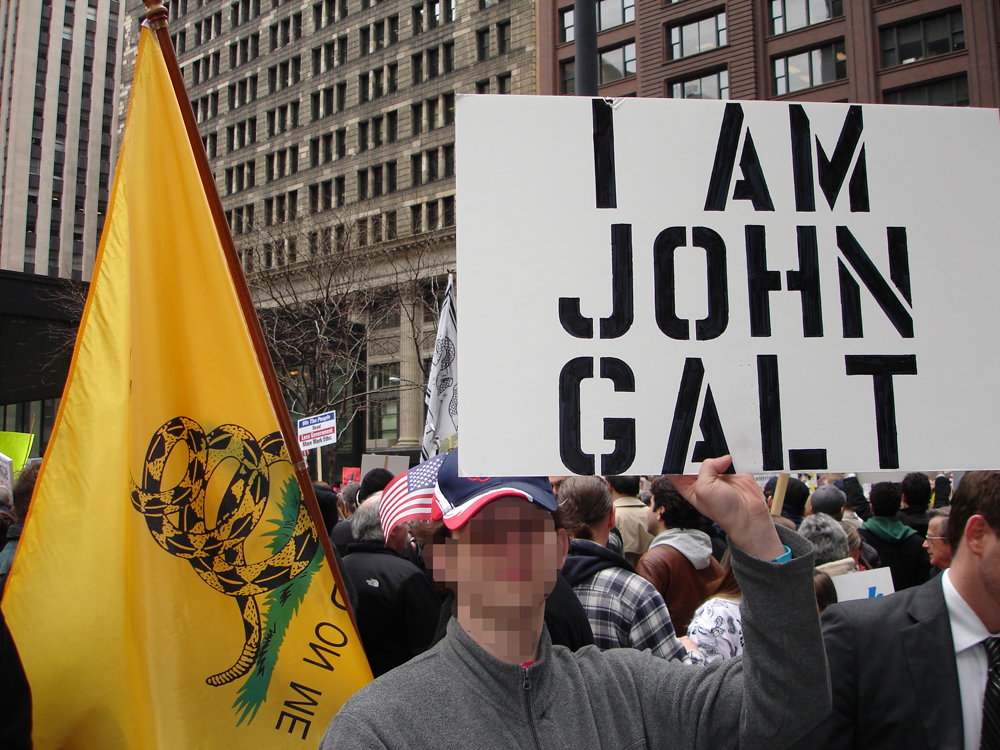
"I am John Galt " ("Je suis John Galt") sur une pancarte, lors d'une manifestation du Tea Party à l'occasion du Tax day à Chicago, États-Unis

"Le héros du roman, John Galt, continue toujours à vivre", écrivait le journaliste Harriet Rubin dans un article sur l'influence de La Grève en septembre 2007. Rubin mentionne deux exemples d'entreprises nommées d'après ce nom : John Galt Solutions, une entreprise de logiciels, et la John Galt Corporation, importante entreprise de démolition.
L'usage de Galt comme symbole dans le contexte de revendications politiques ou sociales a commencé à prendre. L'expression "going John Galt" ("faire le John Galt"), ou simplement "going Galt" ("faire le Galt"), a été utilisée pour faire référence aux membres productifs de la société arrêtant de travailler ou diminuant leurs efforts en réponse à la hausse des taux marginaux d'impôts aux États-Unis. Certains personnes décidant de "faire le John Galt" ont discuté leurs raisons sur PJTV, dans un programme de mars 2009.
Des affiches "Qui est John Galt?" ont été utilisées lors de manifestations du Tea Party aux États-Unis, ou à Londres en avril 2009. De la même façon, la campagne présidentielle de 2008 du candidat républicain Ron Paul comportait la question "Qui est Ron Paul?" (Who is Ron Paul), notamment sur des t-shirts. Pour la campagne de 2012, des pancartes, drapeaux, t-shirts, sont également utilisés avec cette même question, parfois avec en dessous : "Google Ron Paul" ("Cherchez Ron Paul sur Google").